# Guus de Serière

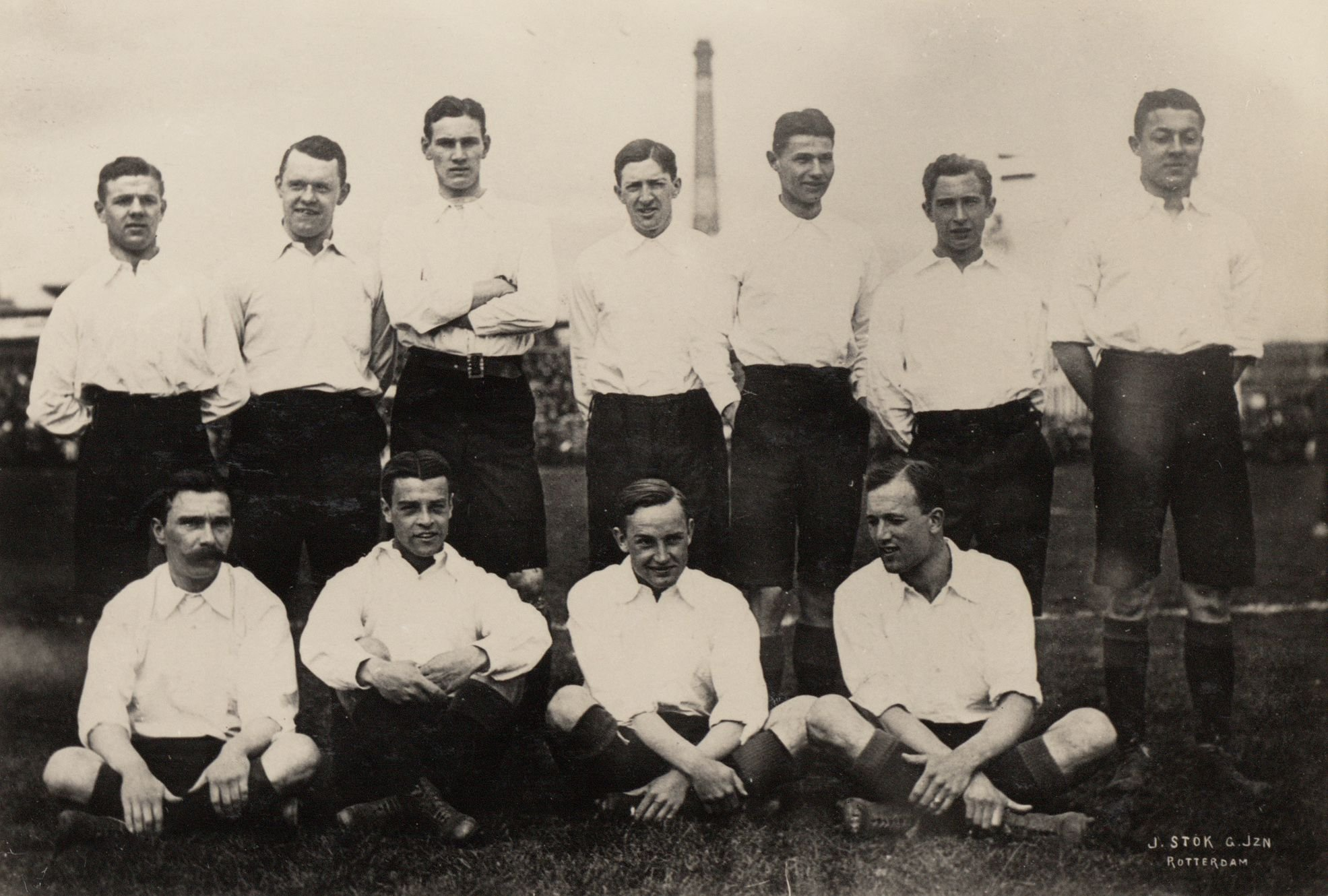
Gus de Serière en het Nederlands elftal (1912)

Gustave (Gus) de Serière (Kraksaan, 5 maart 1893 – Den Haag, 29 december 1980) was een Nederlands voetballer. In de periode 1911-1912 speelde hij twee interlands voor het Nederlands Elftal tegen België.
Jonkheer De Serière speelde in clubverband voor HVV Den Haag waarmee hij in het seizoen 1913-1914 het Nederlands voetbalkampioenschap behaalde. HVV was in deze periode met nog andere spelers zoals Jan van Breda Kolff, Constant Feith, John Heijning, Guus Lutjens, Karel Heijting, Tonny Kessler en Dé Kessler een der meest dominerende clubs in het Nederlands voetbal.
Gus de Serière debuteerde op 2 april 1911 in Dordrecht tijdens de interland tegen België in het Nederlands Elftal. Hij speelde als linkshalf en met zijn beide clubgenoten Lutjens en Breda Kolff aan zijn zijde. Nederland won met 3-1, trainer was Edgar Chadwick. Een jaar later, op 28 april 1912, speelde hij zijn tweede interland, opnieuw in Dordrecht. Ook deze keer speelde Nederland tegen België en won wederom, nu met 4-3. Tijdens deze wedstrijd maakte spits Mannes Francken van HFC Haarlem drie goals. Ook in deze wedstrijd was HVV goed vertegenwoordigd met de spelers Feith, Heijning en Van Breda Kolff. Bij deze twee wedstrijden voor het Nederlands Elftal bleef het. Hij werd adelborst tweede klasse en assistent van de Deli Maatschappij in Nederlands-Indië.